# Lobelia polyphylla
Lobelia polyphylla är en klockväxtart som beskrevs av William Jackson Hooker och George Arnott Walker Arnott. Lobelia polyphylla ingår i släktet lobelior, och familjen klockväxter. Inga underarter finns listade i Catalogue of Life.

## Bildgalleri

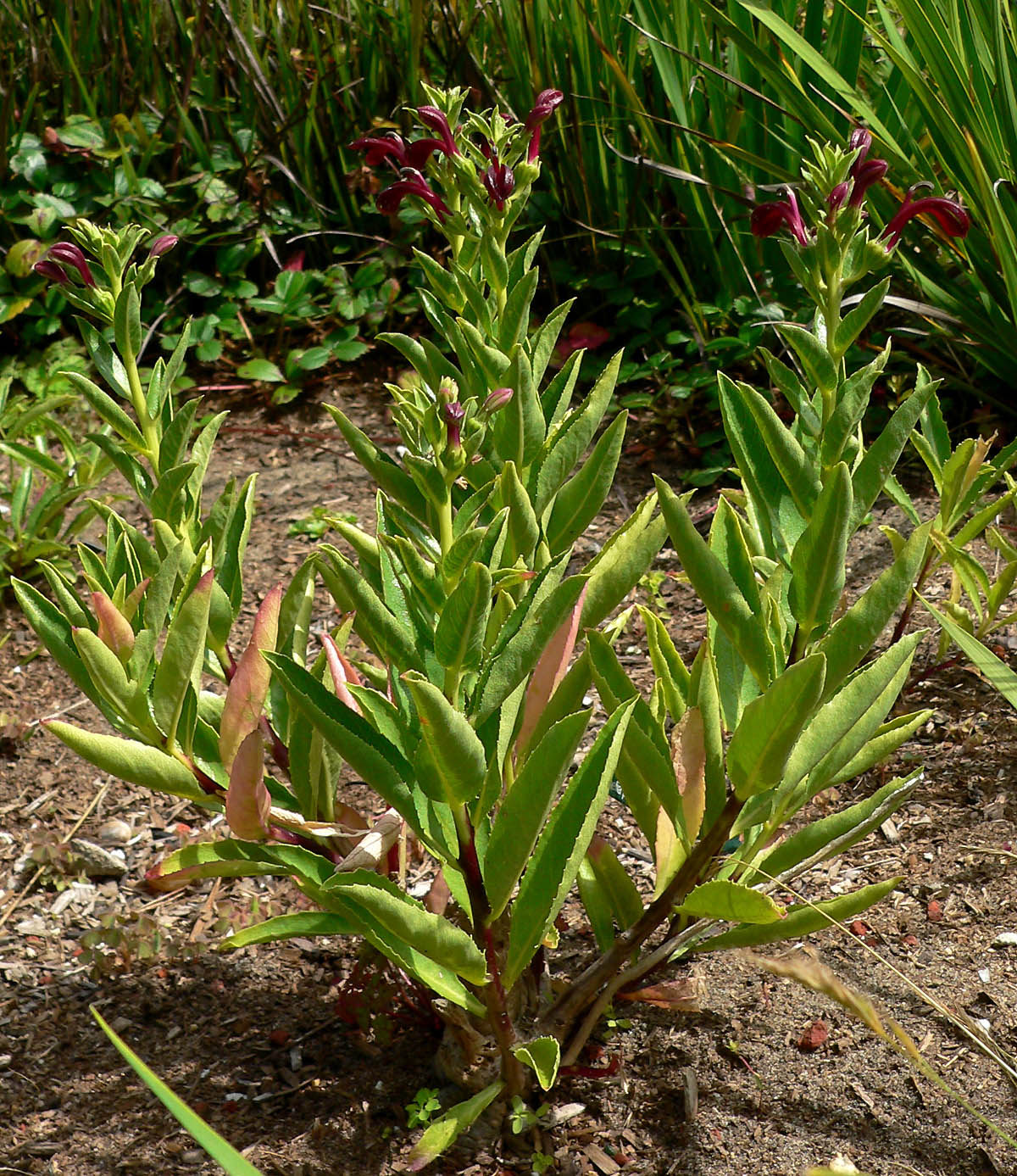
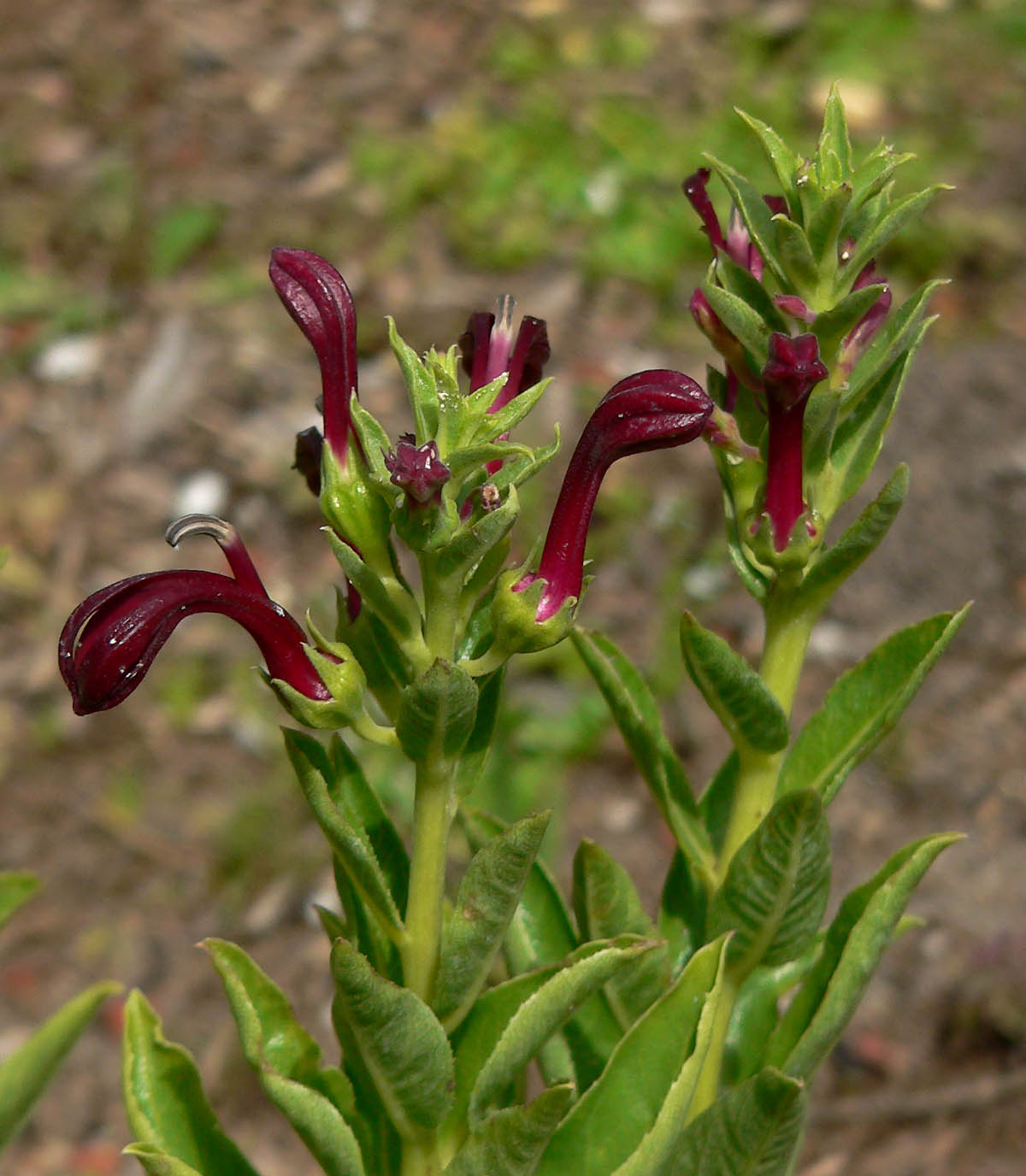
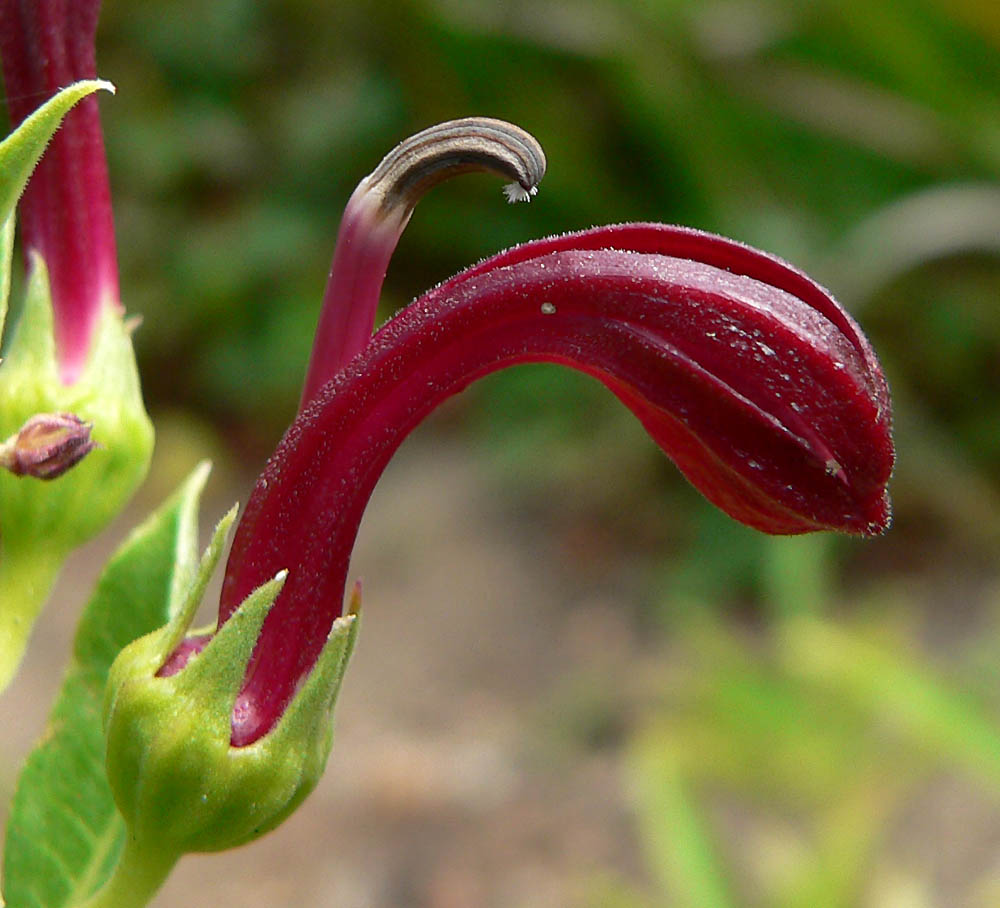